# O-yatoi gaikokujin
O-yatoi gaikokujin (Kyūjitai: 御雇い外國人, Shinjitai: 御雇い外国人, "anställda utlänningar"), eller utländska rådgivare till den japanska regeringen,  var termen för utlänningar från Väst som anställdes av den japanska staten mellan 1868 och 1899 för att med sin kunskap bidra till samhällsmoderniseringen av Japan under Meijirestaurationen. 